# Amba Mariam
Amba Mariam je danas gradić u središnjoj Etiopiji, za vladavine cara Tevodrosa II. znan kao njegova utvrda Magdala. Nalazi se u regiji Amhara u Zoni Debub Volo. Leži na Etiopskoj visoravni na nadmorskoj visini od 2,300 m, udaljen je oko 60 km zapadno od Desea i oko 422 sjeverno odAdis Abebe.
Prema podacima Središnje statističke agencije Etiopije -(CSA) za 2005., Amba Mariam imao je 1,899 stanovnika, od toga 988 muškaraca i 911 žena.

## Povijest
Još početkom 19. stoljeća Magdalu su koristili okolni stanovnici kao prirodno sklonište i utvrdu za ratova i nevolja.
Etiopski car Tevodrosa II. zauzeo je Magdalu 22. rujna 1855. On je na tom čunjastom platou podignuo brojne građevine, crkve i vlastitu palaču. Tu je 1867., zatočio više britanskih diplomata i građana Zbog tog je kraljica Viktorija poslala jednu vojnu ekspediciju 1868. pod zapovjedništvom Roberta Napiera (budući feldmaršal i barun od Magdale) da se probije od crvenomorske obale preko planinskih puteva (644 km) do Magdale i oslobodi zatočenike. Nakon Bitke kod Magdale 10. travnja 1868. Britanci su oslobodili taoce, a Tevodros II. izvršio je samoubojstvo 13. travnja 1868. Nakon tog su Britanci pobili preostale pristalice cara, zapalili zgrade i opljačkali sve vrijednosti koje su se dale pokupiti (to se danas nalazi po britanskim zbirkama). 
Danas je malo tog ostalo vidljivog od nekadašnje carske utvrde, najočuvaniji je veliki tevodrosov top Sevastopolj težak 6.7 tona.
U napuštenu tvrđavu Magdala, nakratko su se sklonile pristaše svrgnutog cara Lij Ijasua,  nakon poraza u Bitci kod Segale. Lij Ijasu je uspio pobjeći iz opkoljene utvrde 18. srpnja 1917. i skrivati se u Afarskoj pustinji punih pet godina.